# Пионерская (антарктическая станция)
Пионерская — советская антарктическая станция. Первая внутриконтинентальная станция в Антарктиде.

## Описание
Станция «Пионерская» располагалась в 375 км от Мирного, на высоте над уровнем моря 2741 метр. Идентификационный номер станции в реестре Всемирной метеорологической организации был 89593.
Открыта 27 мая 1956 года во время санно-тракторного похода из Мирного. До 15 января 1959 года на станции производились наблюдения по актинометрии, аэрологии, метеорологии, геомагнетизму и гляциологии. Недалеко от станции в 1956 и 1957 году соответственно были созданы две взлётно-посадочные полосы, самолёты доставляли грузы, необходимые для функционирования станции. Первую группу зимовщиков, состоявшую из 4 человек в 1956 году возглавил А. М. Гусев. В 1957 году число зимовщиков возросло до 5 человек, а в 1958 — до 6 человек. Станция закрыта после окончания работ по программе Международного геофизического года и по состоянию на 1999 год находилась в леднике под многими метрами фирна и снега.

## Климатические условия
Среднегодовая температура −38°C. Максимальная температура −13°C, минимальная −66,8°C. Сильные юго-восточные ветры.